# Чен, Питер
Петер Пин-Шен Чен (англ. Peter Pin-Shan Chen, кит. трад. 陳品山, пиньинь Chén Pǐnshān, палл. Чэнь Пиньшань, род.3 января 1947) — американский ученый в области информатики, предложивший в 1976 году ER-модель данных.

## Биография
Родился в Тайчжуне (Тайвань), получил степень бакалавра в области электротехники в 1968 году в Национальном университете Тайваня и степень Ph.D в области компьютерных наук/прикладной математики в Гарвардском университете в 1973 году. С 1974 по 1978 годы работал в качестве помощника профессора в Массачусетском технологическом институте, в 1978—1984 годах — профессор Калифорнийского университета в Лос-Анджелесе. С 1983 года — профессор компьютерных наук в Университете штата Луизиана.
Профессор Чен удостоен ряда наград за достижения в области информатики. В 1990 году в Нью-Йорке он награждён премией Ассоциации управления данными. В 1998 году стал действительным членом Ассоциации вычислительной техники. В 2000 году получил премию DAMA International, в 2001 — Премию Стивенса. В 2003 году профессор Чен получил премию Гарри Гуда на заседании Совета управляющих IEEE в Сан-Диего. Профессор Чен также удостоен в 2004 году премии Пэн Вэньюаня за выдающиеся исследования.

## Научные достижения

### ER-модель данных
ER-модель данных служит основой многих методик системного анализа и проектирования, CASE-средств и репозиториев программного обеспечения. ER-модель является основой для таких программных пакетов, как Repository Manager/MVS компании IBM и CDD/Plus компании Digital Equipment Corporation.
Оригинальная работа профессора Чена обычно цитируется как основополагающая для концепции ER-модели данных. На самом деле Чен не является разработчиком данной концепции, её основные положения опубликованы в ряде работ других авторов, как например, в статье А. П. Г. Брауна. В то же время профессор Чен сделал больше, чем кто-либо, для популяризации этой модели, и введения её в научный оборот.
ER-модель данных была принята ANSI в качестве метамодели для Каталога системных информационных ресурсов (IRDS), ER-подход занимает первое место среди методологий проектирования баз данных и, согласно нескольким обследованиям компаний из списка Fortune 500, является одной из лучших методологий в развитии информационных систем.

### CASE — средства
Работы профессора Чена являются краеугольным камнем разработки программного обеспечения, в частности, в области CASE — средств. Модель ER повлияла на разработку большинства основных CASE-инструментов, включая ERWIN компании Computer Associates, Designer/2000 корпорации Oracle, PowerDesigner компании Sybase и даже Microsoft Visio, а также стандарт IDEF1X. В конце 1980-х и начале 1990-х на основе ER-модели данных были разработаны такие программные продукты, как репозиторий DB2 и AD/Cycle компании IBM. На ER-модели данных основаны и системы репозиториев других вендоров, например CDD+.
Концепция гипертекста, которая делает World Wide Web чрезвычайно популярным, очень похожа по своей сути на ER-модель. Профессор Чен в настоящее время ведёт исследования в этой области как приглашенный эксперт в составе ряда рабочих групп Консорциума World Wide Web.
ER-модель также лежит в основе некоторых работ по объектно-ориентированному анализу, методологий проектирования и семантического веба. Язык моделирования UML также имеет корни в ER-модели.